# Mauritius Postal Museum

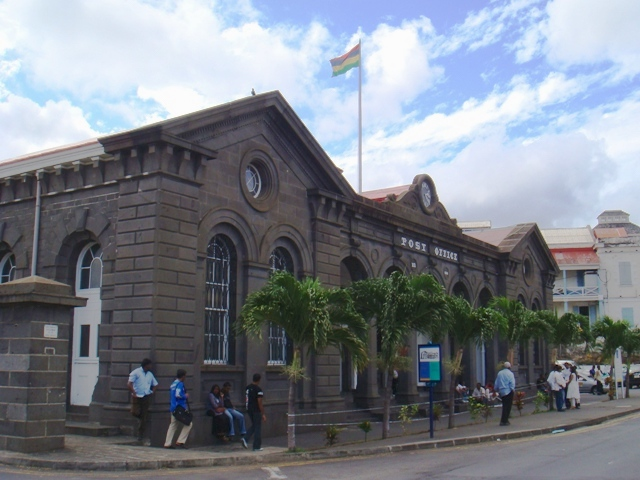
Gebäudevorderseite

Das Mauritius Postal Museum ist ein Postmuseum in Port Louis, der Hauptstadt von Mauritius.

## Das Gebäude

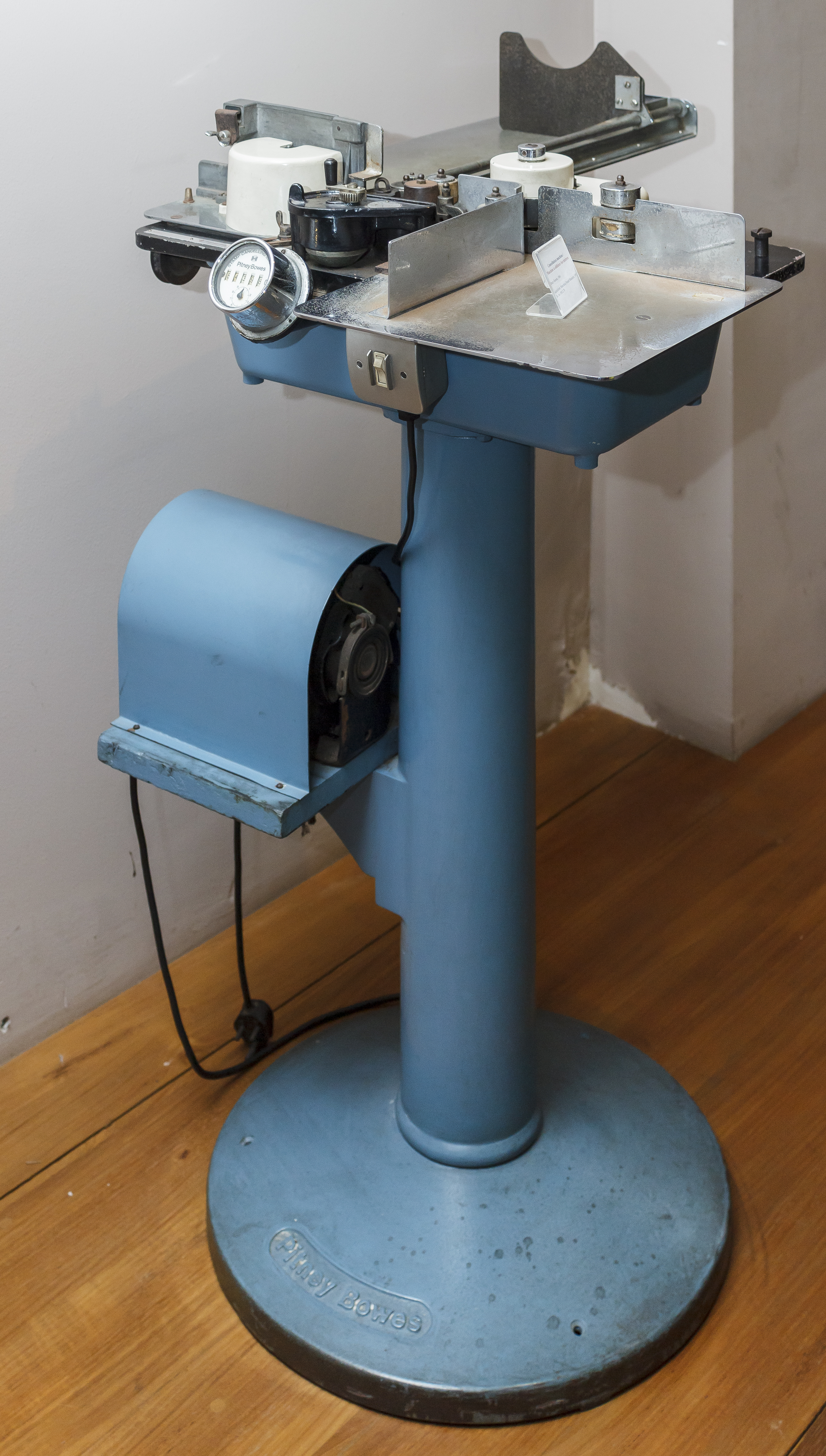
Exponate: Briefmarkenentwerter

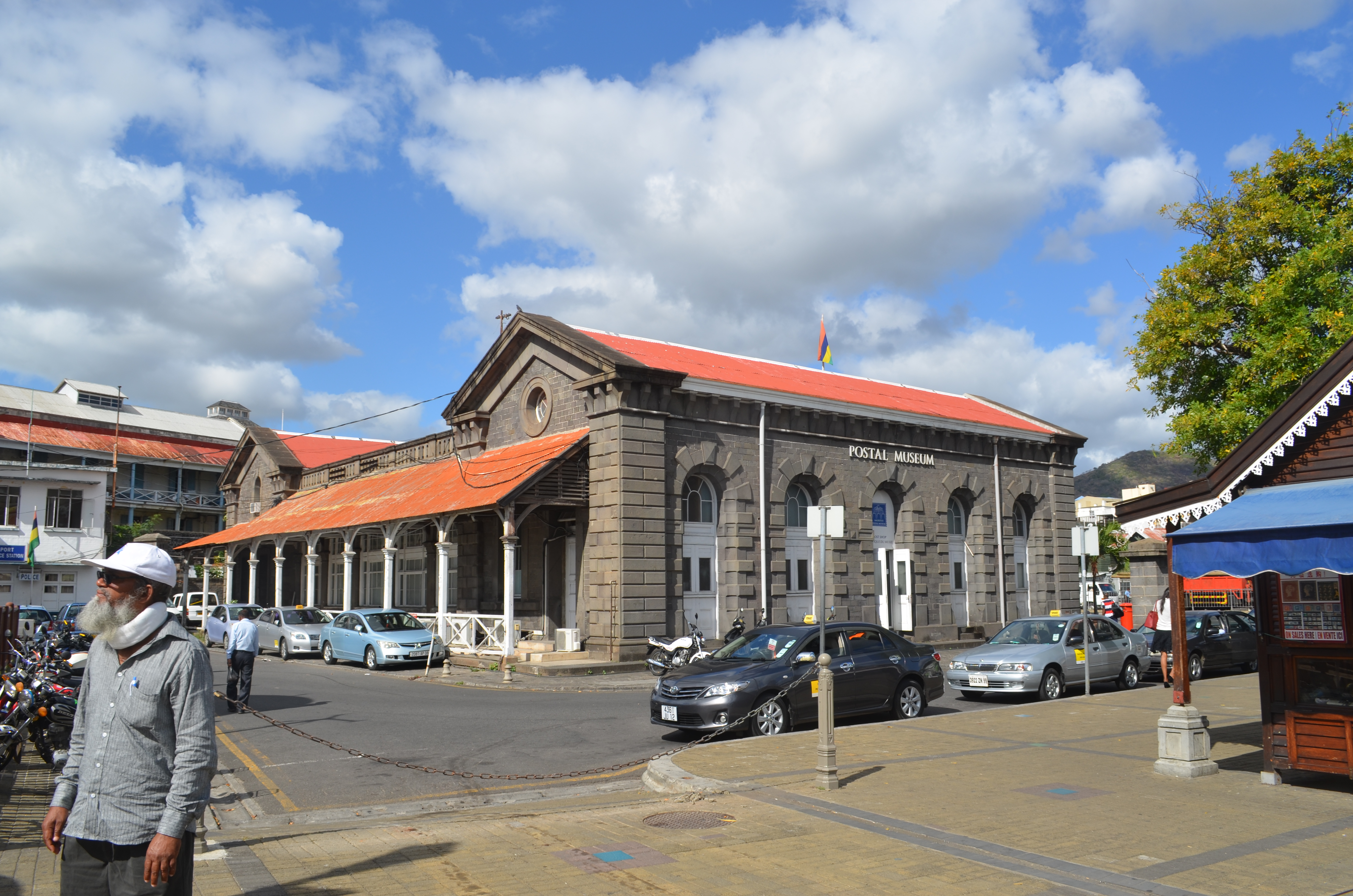
Gebäuderückseite

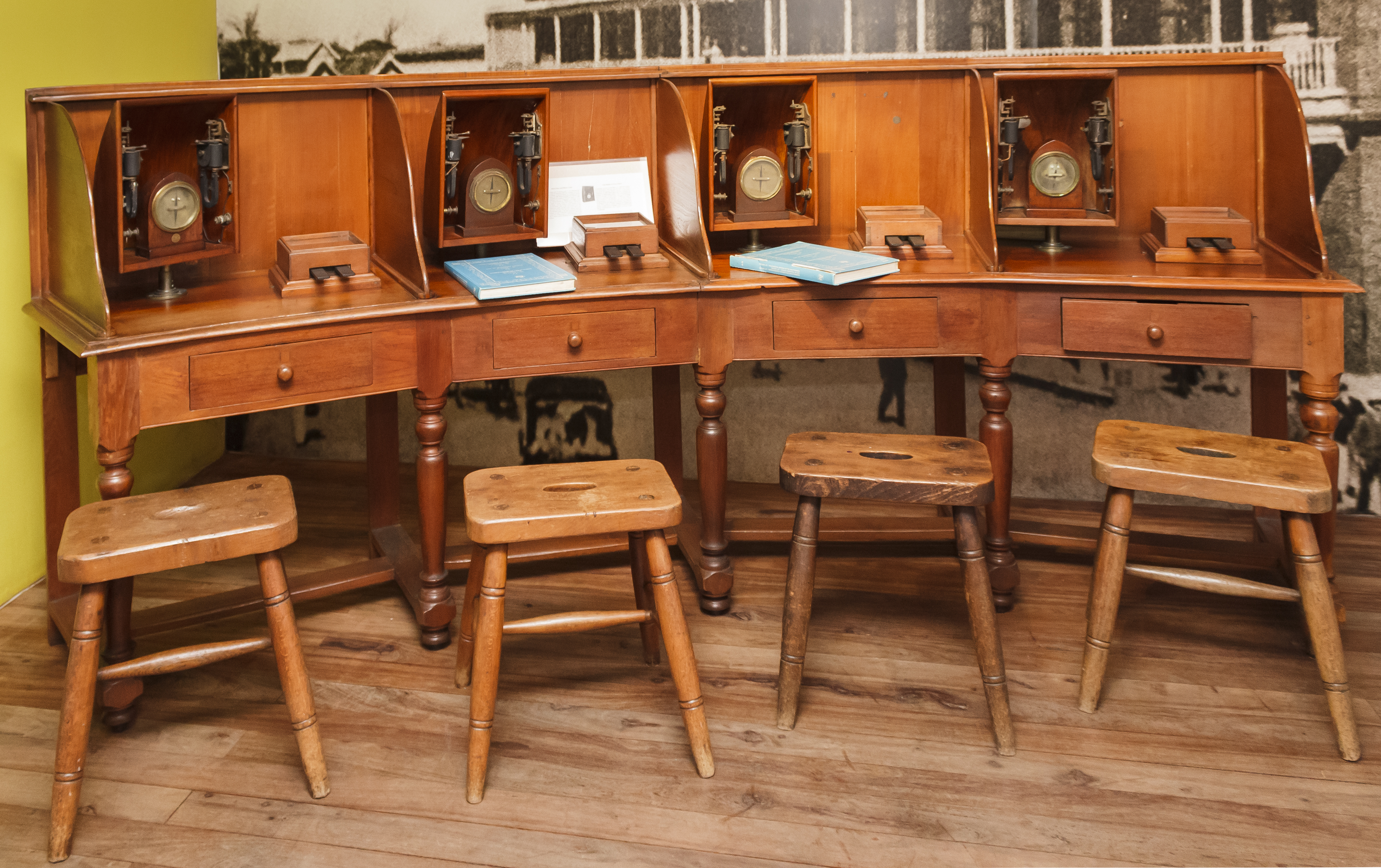
Exponate:Telegraphenstation

Das Gebäude des heutigen Museums wurde als General Post Office, also als Hauptpostamt der Insel zwischen 1865 und 1870 erbaut. Es liegt direkt am Hafen, neben dem Zollgebäude im Zentrum der Stadt.
Im Januar 1865 wurde mit dem Bau unter der Aufsicht von Surveyor General Morrison begonnen. Im Dezember 1868 war das Gebäude zu 75 % errichtet, in den nachfolgenden zwei Jahren kam das Bauvorhaben im Verlaufe weiterer Arbeiten zum Abschluss. Die offizielle Eröffnung erfolgte im Dezember 1870. Der Bau hatte zwischen 10.000 and 11.000 Pfund Sterling gekostet. Das Surveyor General's Office beschäftigte während der Bauzeit 80 Arbeiter. Das Gebäude ist ein gutes Beispiel für die Viktorianische Architektur öffentlicher Kolonialbauten in der mittleren Regierungszeit Königin Victorias, wie sie auch noch in Indien, Sri Lanka, Südafrika, Trinidad und Guyana vorhanden ist. Es löste das bisherige Postgebäude Postmaster Building an der damaligen Government Street nahe dem Government House ab, in dem die Post zuvor seit 1847 ihren Sitz hatte.
Seit dem 21. Dezember 1870 wurde das Hauptpostamt genutzt. Im April 1877 zog auch das Central Telegraph Office (zentrales Telegraphenamt) in das Gebäude. Im Gebäude hatte der Postmaster General seinen Sitz. Hier lief die ganze Post aus den 33 Postämtern in den ländlichen Gebieten der Insel, die in den 1870er und 1890er Jahren erbaut wurden, zusammen.
1958 wurde das Gebäude auf Basis der Government Notice No. 614 durch den britischen Gouverneur Sir Robert Scott unter Denkmalschutz gestellt. Vorangegangen war eine Empfehlung des Ancient Monuments Boards. Der mauritische National Monuments Act von 1985 bestätigte den Schutzstatus des Gebäudes genauso wie die Anlage „National Monuments of Mauritius“ zum National Heritage Fund Act (Act No. 40) von 2003.

## Museum
Das 2001 eröffnete Postmuseum stellt Exponate zur Post- und Telekommunikationsgeschichte der Insel aus. Die weltberühmten Briefmarken Rote Mauritius und Blaue Mauritius sind jedoch nicht hier, sondern im nahegelegenen Blue Penny Museum ausgestellt.